# 실크로드 기금
실크로드 기금(Silk Road Fund)은 유라시아를 주 대상으로 하는 경제 발전 계획인 일대일로 계획에 해당하는 국가들에 자금을 지원하기 위해 만들어진 중국 정부 주도의 투자 기금이다. 중국 정부에서는 2014년 12월 29일 공식 출범을 위해서 400억 달러의 기금을 조성하였다.

## 투자
- 실크로드 기금은 중국 파키스탄 경제회랑 (CPEC)의 일환으로, Karot 수력발전소 프로젝트와 여타 수력발전소 프로젝트에 460억달러를 투자하였다.[3] 2016년 1월 12일 중국 파키스탄 경제회랑 프로젝트가 경로 지정 문제로 파키스탄 내에서 초반부터 갈등을 빚고 있다.[4]
- 실크로드 기금은, Yamal 반도의 북동쪽에 위치한 러시아의 Novatek사로 부터, Yamal LNG 프로젝트의 지분 9.9%를 인수하였다.[5]

## 같이 보기
- 제너럴 일렉트릭